# Оттон III (граф Бургундии)
Оттон II Андекс-Меранский или Оттон III Бургундский (1208 — 1248) — герцог Меранский и пфальцграф Бургундии, последний представитель Андексской династии, основатель города Инсбрука.

## Биография
Родился в 1208 году, сын Оттона II и Беатрисы II, пфальцграфини Бургундии.
В 1208 году императора Священной Римской империи Филиппа Швабского убивают в Бамберге. Его соперник, Оттон IV, становится новым императором. Замок Андекс тогда был полностью разрушен и лишён своих ценных бумаг и архивов (позже архив восстановили).
В 1209 году родилась сестра Оттона II, будущая графиня Аделаида.
В 1231 году в возрасте 40 лет умирает мать Оттона II. Бразды правления Бургундией переходят к нему.
В 1234 году умирает его отец. После этого Оттон II стал герцогом Мерании и Андекса.
В 1236 году сестра Аделаида вышла замуж за графа Гуго I де Шалона.
В 1248 году Оттон II умер в возрасте 40 лет, не оставив наследника мужского пола. Прямая линия графов и герцогов Андекса пресеклась, Андекс-Меранское герцогство присоединено к епископству Бамберг.
После смерти Оттона II Бургундия перешла в руки Аделаиды и её мужа, Гуго I де Шалона.